# Joan Dimes Lloris
Joan Dimes Lloris (Barcelona, segle XVI - 8 d'agost de 1598) fou bisbe d'Urgell entre 1572 i 1576, sacerdot de Barcelona, arxipreste de la Basílica de Santa Maria de Mataró, regent del Consell d'Aragó i Canceller de Catalunya. Entre 1576 a 1598 va ser bisbe de Barcelona.
Ocupant aquesta mitra fou un bisbe molt tolerant per l'època, arribant a considerar als rodamons, murris i prostitutes com un “mal menor” per a la ciutat. A Barcelona va celebrar cinc sínodes a través dels quals va impulsar la reforma eclesiàstica. Va introduir el missal tridentí i va ser molt caritatiu durant la pesta que va assolar Barcelona entre els anys 1589-1590. Cercà les restes de Sant Pacià, antic bisbe de Barcelona i un dels pares de l'Església, sense resultats certs. Va morir el 8 d'agost de 1598.
 El 19 de novembre de 1593 va erigir el Seminari Conciliar de Barcelona. Les seves restes estan enterrades al terra de la Capella de Sant Pacià i Sant Francesc Xavier de la Catedral de Santa Eulàlia de Barcelona.
És autor d'un Manual de manaments i advertències... per als sacerdots (1598).
El CRAI Biblioteca de Fons Antic de la Universitat de Barcelona conserva diverses obres que van formar part de la biblioteca personal de Lloris, així com un exemple de les marques de propietat que van identificar els seus llibres al llarg de la seva vida.